# Utendorf
Utendorf település Németországban, azon belül Türingiában. Lakosainak száma 416 fő (2023. december 31.).

## Népesség
A település népességének változása:
| Lakosok száma | 439  | 438  | 429  | 426  | 416  |
|               | 2017 | 2019 | 2021 | 2022 | 2023 |